# Мирогоща Первая
Мирогоща Первая (укр. Мирогоща Перша) — село в Дубенском районе Ровненской области Украины. Административный центр Мирогощанской сельской общины.
Население по переписи 2001 года составляло 1941 человек. Почтовый индекс — 35623. Телефонный код — 3656. Код КОАТУУ — 5621684201.